# Boechera puberula
Boechera puberula là một loài thực vật có hoa trong họ Cải. Loài này được (Nutt.) Dorn mô tả khoa học đầu tiên năm 2003.